# Artur Oppman
Artur Franciszek Oppman (Varsavia, 14 agosto 1867 – Varsavia, 4 novembre 1931) è stato un poeta polacco del periodo Giovane Polonia, che ha scritto con lo pseudonimo "Or-Ot".

## Biografia
Oppman nacque il 14 agosto 1867 a Varsavia da una famiglia borghese con radici tedesche, arrivata in Polonia nel 1708 dalla Turingia. La famiglia si affezionò rapidamente alla Polonia e coltivò il patriottismo polacco; Il nonno di Artur prese parte alla rivolta polacca di novembre e suo padre nella rivolta di gennaio.
Tra il 1890 e il 1892 studiò filologia presso l'Università Jagellonica, a Cracovia. Era particolarmente interessato alla letteratura e alla lingua polacca del XVI secolo. Nel 1892 sposò Władysława Trynkiewicz e sospese gli studi, tornando a Varsavia. Frequentò il centro storico della città e studiò la gente del distretto, lo stile di vita, i costumi e le leggende locali. Sulla base di queste esperienze nel 1893 pubblicò una raccolta di poesie, Ze Starego Miasta ("From the Old Town"), e nel 1894 un relativo volume, Pieśni ("Songs").

## Opere
Le sue poesie che celebravano il fascino delle antiche città di Varsavia erano particolarmente popolari. Le sue poesie furono anche pubblicate in diverse altre riviste e tra il 1901 e il 1905 divenne direttore di Wędrowiec. Oppman stabilì ampi contatti nel mondo letterario di Varsavia, e spesso incontrò Bolesław Prus, Stefan Żeromski, Felicjan Faleński, Władysław Reymont, Kazimierz Przerwa-Tetmajer, Bolesław Leśmian, Antoni Lange, Wojciech Kossak, Jan Lechoń e altri.